# Hipomelanoza Ito
Hipomelanoza Ito (łac. incontinentia pigmenti achromians) – rzadka choroba z grupy fakomatoz, charakteryzująca się odbarwionymi plamami i pasmami na skórze, których przebieg jest zgodny z tzw. liniami Blaschko. Objawom skórnym towarzyszą zaburzenia rozwoju kośćca, zębów, włosów i mózgowia, około połowa chorych ma padaczkę. Częste jest opóźnienie umysłowe. Chorobę opisał jako pierwszy japoński dermatolog Ito w 1952 roku.